# Anre ibne Alaite

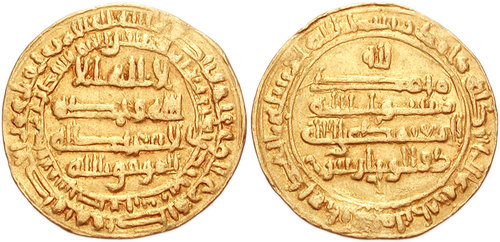
Dinar de ouro de Almutâmide r. com os nomes de Almuafaque r. e o vizir Saíde (duluizarataim)

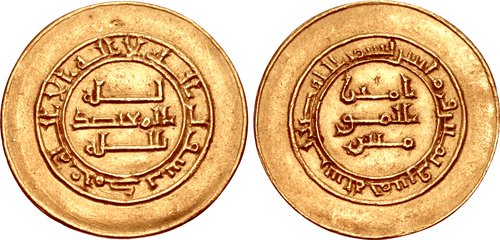
Dinar de ouro de Almutadide r.

Anre ibne Alaite (Amr ibn al-Layth) ou Anre Alaite Safari (em persa: عمرو لیث صفاری‎; romaniz.: Amr-i Laith Saffari) foi o segundo governante do Império Safárida do Irã de 879 a 901. Era  filho de um funileiro e irmão mais jovem do fundador da casa reinante, Iacube ibne Alaite Alçafar.

## Vida
Segundo as fontes, Anre teria iniciado sua vida como tropeiro e pedreiro, vindo a lutar posteriormente, em 875, ao lado de seu irmão mais velho para tornar-se governador de Herate. Quando Iacube morreu em Pérsis em 879, Anre tornar-se-ia o sucessor do trono safárida perante seu irmão Ali ibne Alaite, que era a escolha preferida por Iacube e seu exército. Após sua ascensão, Anre fez a paz com o Califado Abássida. O califa Almutâmide (r. 870–892) foi forçado a reconhecer a realidade da dominância safárida dos domínios califais orientais, e alcançou um modus vivendi com eles, talvez esperando, segundo Hugh N. Kennedy, aproveitá-los em uma parceria análoga como aquela com taíridas nas décadas anteriores. Consequentemente, os safáridas foram reconhecidos em seus domínios no Coração e Pérsia Oriental, bem como Pérsis, enquanto os abássidas exerceram controle direto sobre Jibal, Ragas e Ispaã.
Em 884, o governante bavândida Rustã I (r. 867–896), após ser repelido do Tabaristão pelo governante zaidita Maomé ibne Zaíde (r. 884–900), chegou à corte de Anre, e solicitou sua ajuda para reclamar o trono bavândida. Com a ajuda de Anre, Rustã foi capaz de retornar seus domínios no Tabaristão. Em 897, Ragas foi abandonada aos safáridas pelos abássidas, que não conseguiam defendê-la contra as invasões zaiditas.
A aliança abássida-safárida no Irã foi mais claramente expressa contra o intrépido general Rafi ibne Hartama, que tinha feito sua base em Ragas e mostrou-se uma ameaça aos interesses califais e safáridas na região. O califa Almutadide (r. 892–902) enviou o duláfida Amade ibne Abdalazize para tomar Ragas de Rafi, que fugiu e fez uma causa comum com os zaiditas do Tabaristão em um esforço para conquistar o Coração safárida. Com Anre mobilizando um sentimento anti-álida contra ele e a esperada assistência dos zaiditas não materializando-se, Rafi foi derrotado e morto na Corásmia em 896. Anre, no pináculo de seu poder, enviou a cabeça do rebelde derrotado para Baguedade, e em 897, o califa transferiu o controle de Ragas para ele.
A aliança finalmente colapsou após Almutadide nomear o governante safárida Anre como governador de Transoxiana em 898, que era governada pelo rival Império Samânida. Almutâmide encorajou-o a confrontar os samânidas, mas no evento, Anre foi esmagadoramente derrotado e levado prisioneiro em 900. O governante samânida, Ismail Samani (r. 892–907), enviou-o em correntes para Baguedade, onde foi executado em 902, após a morte de Almutadide. Como consequência de sua derrota, o califa conferiu os títulos de Anre para Ismail Samani, mas os safárida Tair ibne Maomé ibne Anre (r. 879–901) provou-se suficientemente resiliente para frustrar as tentativas califais de recuperar Pérsis e Carmânia por vários anos. Não foi até 910 que os abássidas conseguiram recuperar a cobiçada província de Pérsis.